# سان خوان دي لا ماغوانا
سان خوان دي لا ماغوانا هي مدينة، في جمهورية الدومينيكان، تتبع محافظة سان خوان، بلغ عدد سكانها 169,032 نسمة في 2012، تبلغ مساحتها 1,876,210,000 متر مربع (1,876.21 كـم2).

## المناخ
يظهر الجدول التالي التغييرات المناخية على مدار السنة لسان خوان دي لا ماغوانا:
| البيانات المناخية لـسان خوان دي لا ماغوانا     | البيانات المناخية لـسان خوان دي لا ماغوانا | البيانات المناخية لـسان خوان دي لا ماغوانا | البيانات المناخية لـسان خوان دي لا ماغوانا | البيانات المناخية لـسان خوان دي لا ماغوانا | البيانات المناخية لـسان خوان دي لا ماغوانا | البيانات المناخية لـسان خوان دي لا ماغوانا | البيانات المناخية لـسان خوان دي لا ماغوانا | البيانات المناخية لـسان خوان دي لا ماغوانا | البيانات المناخية لـسان خوان دي لا ماغوانا | البيانات المناخية لـسان خوان دي لا ماغوانا | البيانات المناخية لـسان خوان دي لا ماغوانا | البيانات المناخية لـسان خوان دي لا ماغوانا | البيانات المناخية لـسان خوان دي لا ماغوانا |
| الشهر                                          | يناير                                      | فبراير                                     | مارس                                       | أبريل                                      | مايو                                       | يونيو                                      | يوليو                                      | أغسطس                                      | سبتمبر                                     | أكتوبر                                     | نوفمبر                                     | ديسمبر                                     | المعدل السنوي                              |
| ---------------------------------------------- | ------------------------------------------ | ------------------------------------------ | ------------------------------------------ | ------------------------------------------ | ------------------------------------------ | ------------------------------------------ | ------------------------------------------ | ------------------------------------------ | ------------------------------------------ | ------------------------------------------ | ------------------------------------------ | ------------------------------------------ | ------------------------------------------ |
| الدرجة القصوى °م (°ف)                          | 33.9 (93.0)                                | 35.5 (95.9)                                | 36.8 (98.2)                                | 36.2 (97.2)                                | 36.2 (97.2)                                | 37.0 (98.6)                                | 39.0 (102.2)                               | 37.5 (99.5)                                | 37.5 (99.5)                                | 36.9 (98.4)                                | 35.0 (95.0)                                | 33.5 (92.3)                                | 39.0 (102.2)                               |
| متوسط درجة الحرارة الكبرى °م (°ف)              | 29.6 (85.3)                                | 30.4 (86.7)                                | 31.4 (88.5)                                | 31.5 (88.7)                                | 31.0 (87.8)                                | 31.8 (89.2)                                | 32.7 (90.9)                                | 32.7 (90.9)                                | 32.2 (90.0)                                | 31.0 (87.8)                                | 30.1 (86.2)                                | 29.6 (85.3)                                | 31.2 (88.2)                                |
| متوسط درجة الحرارة الصغرى °م (°ف)              | 15.3 (59.5)                                | 16.1 (61.0)                                | 17.4 (63.3)                                | 18.9 (66.0)                                | 19.9 (67.8)                                | 20.1 (68.2)                                | 19.6 (67.3)                                | 19.8 (67.6)                                | 19.8 (67.6)                                | 19.5 (67.1)                                | 18.1 (64.6)                                | 15.9 (60.6)                                | 18.4 (65.1)                                |
| أدنى درجة حرارة °م (°ف)                        | 8.5 (47.3)                                 | 8.7 (47.7)                                 | 9.4 (48.9)                                 | 11.8 (53.2)                                | 13.7 (56.7)                                | 15.6 (60.1)                                | 13.5 (56.3)                                | 15.5 (59.9)                                | 13.5 (56.3)                                | 14.0 (57.2)                                | 10.1 (50.2)                                | 7.2 (45.0)                                 | 7.2 (45.0)                                 |
| معدل هطول الأمطار مم (إنش)                     | 12.1 (0.48)                                | 15.4 (0.61)                                | 31.2 (1.23)                                | 69.3 (2.73)                                | 141.5 (5.57)                               | 90.2 (3.55)                                | 108.3 (4.26)                               | 128.2 (5.05)                               | 148.4 (5.84)                               | 134.7 (5.30)                               | 53.1 (2.09)                                | 18.2 (0.72)                                | 950.6 (37.43)                              |
| متوسط الأيام الممطرة (≥ 1.0 mm)                | 1.5                                        | 1.8                                        | 3.1                                        | 5.9                                        | 9.7                                        | 7.9                                        | 7.7                                        | 8.9                                        | 10.3                                       | 10.8                                       | 4.8                                        | 1.5                                        | 73.9                                       |
| متوسط الرطوبة النسبية (%)                      | 70.1                                       | 68.5                                       | 67.3                                       | 69.5                                       | 73.3                                       | 72.0                                       | 69.8                                       | 70.2                                       | 72.3                                       | 75.4                                       | 73.8                                       | 71.3                                       | 71.1                                       |
| المصدر: الإدارة الوطنية للمحيطات والغلاف الجوي |                                            |                                            |                                            |                                            |                                            |                                            |                                            |                                            |                                            |                                            |                                            |                                            |                                            |

## أعلام
- مويسيس هرنانديز
- ألبرتو كابريرا
- هيكتور فاغنر
- أرجينيس منديز
- خوليو راميريز